# Gmina Čitluk
Gmina Čitluk (boś. Općina Čitluk) – gmina w Bośni i Hercegowinie, w kantonie hercegowińsko-neretwiańskim. W 2013 roku liczyła 18 140 mieszkańców.
Na terenie gminy położone jest Medziugorie.
Gmina zajmuje powierzchnię 181 km².
W 1971 gmina liczyła 15 359 mieszkańców, w tym 98,02% Chorwatów, 1,19% Boszniaków i 0,41% Serbów. Natomiast w 1991 – 14 709 mieszkańców, w tym 98,9% Chorwatów, 0,8% Bośniaków i 0,1% Serbów.

## Miejscowości
Na terenie gminy leży 21 miejscowości:
- Bijakovići
- Biletići
- Blatnica
- Blizanci
- Čalići
- Čerin
- Čitluk
- Dobro Selo
- Dragičina
- Gradnići
- Hamzići
- Krehin Gradac
- Krućevići
- Mali Ograđenik
- Medziugorie
- Paoča
- Potpolje
- Služanj
- Tepčići
- Veliki Ograđenik
- Vionica